# Сыроежкин, Пётр Константинович
Пётр Константинович Сыроежкин (1913—1944) — сержант Рабоче-крестьянской Красной Армии, участник Великой Отечественной войны, Герой Советского Союза (1945).

## Биография
Пётр Сыроежкин родился в 1913 году в селе Волково (ныне — Еланский район Волгоградской области). После окончания десяти классов школы работал в колхозе. В августе 1941 года Сыроежкин был призван на службу в Рабоче-крестьянскую Красную Армию. С ноября того же года — на фронтах Великой Отечественной войны.
К июлю 1944 года сержант Пётр Сыроежкин командовал отделением 1-й стрелковой роты 375-го стрелкового полка 219-й стрелковой дивизии 3-й ударной армии 2-го Прибалтийского фронта. Участвовал в сражениях на территории Латвийской ССР. 19 июля 1944 года он участвовал в боях на высоте 144,0 в районе посёлка Рундены Лудзенского района, находясь в группе старшего сержанта Ахметгалина. Погиб в этом бою. Похоронен в парке латвийского города Лудза.

## Награды
Указом Президиума Верховного Совета СССР от 24 марта 1945 года за «образцовое выполнение боевых заданий командования на фронте борьбы с немецкими захватчиками и проявленные при этом мужество и героизм» сержант Пётр Сыроежкин посмертно был удостоен высокого звания Героя Советского Союза. Также был награждён орденом Ленина и медалью.

## Память
В честь Сыроежкина установлены памятники в Елани и Лудзе, бюст в Волково.